# Biserica „Sfântul Dumitru” din Soroca
Biserica „Sf. Dumitru” este o biserică amplasată pe str. Petrov în Soroca, Republica Moldova. Este un monument arhitectural de importanță națională inclus în Registrul monumentelor Republicii Moldova ocrotite de stat cu nr. 2588 (raionul Soroca). Datează din 1814-1827.